# Much Love
Much Love è l'album di debutto della cantante britannica Shola Ama, pubblicato dall'etichetta discografica WEA nel 1997.

## Tracce
1. You're the One I Love
2. Much Love
3. You Might Need Somebody
4. Who's Loving My Baby
5. Celebrate
6. I Love Your Ways
7. We Got a Vibe
8. Summer Love
9. (I Don't Know) Interlude
10. I Can Show You
11. All Mine
12. One Love

## Classifiche
| Classifica (1997) | Posizione massima |
| ----------------- | ----------------- |
| Francia           | 21                |
| Germania          | 19                |
| Italia            | 13                |
| Paesi Bassi       | 24                |
| Regno Unito       | 6                 |
| Svizzera          | 35                |